# María Enríquez de Luna
María Enríquez de Luna (1474 Gandia - 1539 Gandia) byla španělská šlechtična z rodu Enríquezů, vévodkyně a manželka Juana Borgia, druhého vévody z Gandie. Byla spřízněná s vlivným španělským rodem Trastámarů.

## Život
Narodila se v roce 1474 jako dcera Enrique Enríqueze de Quiñones a jeho manželky Maríe de Luny y Ayaly. Měla tři sestry: Franciscu, Elvíru a Teresu. Byla sestřenicí krále Ferdinanda II. Aragonského a královny Isabely Kastilské, čímž byla spřízněná s rodem Trastámarů.
Dobové prameny uvádí, že María Enríquez de Luna byla velmi inteligentní, věrná, oddaná a finančně moudrá.
Jejím prvním manželem byl Pedro Luis de Borja, toto manželství bylo bezdětné. Po Pedrově předčasné smrti se roku 1493 provdala podruhé za jeho mladšího nevlastního bratra Juana Borgiu. Ten byl jejím pravým opakem. Miloval pokr a ženy, opíjel se a byl poroučivý. Přestože manželství nebylo harmonické, porodila María manželovi tři děti: dvojčata Juana a Francesca a dceru Isabelu. Starší z dvojčat, Francesco, se stal vévodou z Gandie a později vstoupil do kláštera ve Valladolidu. Mladší Juan byl otcem svatého Františka Borgii. Nejmladší z dětí, Isabela, se narodila jako otcův pohrobek a v dospělosti se stala abatyší kláštera Santa Clara v rodné Gandii.
Nedlouho poté, co zemřel její tchán papež Alexandr VI., pokusila se se svou tetou Isabelou Kastilskou obvinit svého švagra Cesara Borgiu z vraždy svého manžela Juana, ale neuspěla.
Na svou dobu se dožila vysokého věku, zemřela v roce 1539 ve věku 65 let v Gandii.